# Alejandra Ambrosi
Alejandra Ambrosi Cortés (Ciudad de México, 10 de noviembre de 1987) es una actriz mexicana de cine, teatro y televisión. Ha participado en varias telenovelas, series y películas mexicanas. Es conocida por sus personajes notables en telenovelas como El octavo mandamiento en 2011 y donde dio vida a Julia San Román, Vuelve temprano en 2016 interpretando a la hermana de la protagonista Renata Zavaleta, Las malcriadas en 2017 donde interpretó a Stephanie Basurto y además como una de las antagonistas principales de la historia.

## Filmografía

### Televisión
| Año       | Título                             | Personaje                     | Notas        |
| --------- | ---------------------------------- | ----------------------------- | ------------ |
| 2009      | Hermanos y detectives              | Marcelita                     | 13 episodios |
| 2011      | El octavo mandamiento              | Julia San Millán              |              |
| 2009–2012 | XY. La Revista                     | Marisol                       | 5 episodios  |
| 2011      | Soy tu fan                         | Marce Berrón                  |              |
| 2012–2013 | Dulce amargo                       | Camila Ramos                  |              |
| 2013      | Las trampas del deseo              | Marina Lagos / Emilia Robaina |              |
| 2016      | La Hermandad                       | Diana Estrada                 | 14 episodios |
| 2016      | Por siempre Joan Sebastian         | Mayka Jiménez                 | 7 episodios  |
| 2016      | Sin rastro de ti                   | Berenice Díaz                 | 16 episodios |
| 2016–2017 | Vuelve temprano                    | Renata Zavaleta               |              |
| 2017      | Las 13 esposas de Wilson Fernández | Carolina                      |              |
| 2017–2018 | Las malcriadas                     | Stephanie Basurto             |              |
| 2017      | ¡Ay Güey!                          | Susana                        |              |
| 2018      | La jefa del campeón                | Ángela                        |              |
| 2019      | Preso No. 1                        | Carolina Arteaga              |              |
| 2021      | Los enviados                       | Leticia                       |              |
| 2022      | El último rey                      | Paula Gómez                   |              |
| 2023      | El amor invencible                 | Jacinta Hernández             |              |
| 2024      | El precio de amarte                | Katia Figueroa                |              |
| 2024      | Las hermanas Guerra                |                               |              |

### Cine
| Año  | Película                                                                                   | Personaje   |
| ---- | ------------------------------------------------------------------------------------------ | ----------- |
| 2005 | Yo estaba ocupada encontrando respuestas, mientras tú simplemente seguías con la vida real | Ximena      |
| 2007 | Yeah No Definitely                                                                         | Nadia       |
| 2008 | Navidad, S.A.                                                                              | Liz         |
| 2008 | Eavesdrop                                                                                  | Clara       |
| 2010 | Depositarios                                                                               | Carla       |
| 2010 | Cefalópodo                                                                                 | Emilia      |
| 2011 | Crímenes de lujuria                                                                        | Jenny       |
| 2011 | Así es la suerte                                                                           | Ana         |
| 2011 | Bacalar                                                                                    | Teresa      |
| 2012 | Hidden Moon                                                                                | Camila      |
| 2013 | Me pesas en la cabeza                                                                      | Sara        |
| 2013 | Tlatelolco, verano del 68                                                                  | Emilia      |
| 2013 | El edificio                                                                                | Miranda     |
| 2016 | Manual de principiantes para ser presidente                                                | Mara Mujica |
| 2017 | La gran promesa                                                                            | Elena       |
| 2018 | El club de los insomnes                                                                    | Estela      |
| 2023 | Fuga de Reinas                                                                             | Marilu      |